# Ger (Girona)
Ger ist eine Gemeinde (Municipio) mit 494 Einwohnern (Stand: 2024) in der Provinz Girona in der Comarca Cerdanya in Spanien. Zur Gemeinde gehören neben dem Hauptort Ger die Ortschaften La Devesa de Saga, Gréixer, El Molí de Ger, La Pleta de Bolivir-Ger, La Pleta de Saga und Saga. 

## Lage
Ger liegt etwa 220 Kilometer nordöstlich von Lleida und etwa 150 Kilometer nordwestlich von Girona in den Pyrenäen einer Höhe von ca. 1135 m nahe der Grenze zu Frankreich. Der Segre begrenzt die Gemeinde im Südosten.

## Einwohnerentwicklung
| 1970 | 1981 | 1991 | 2001 | 2011 | 2021 |
| ---- | ---- | ---- | ---- | ---- | ---- |
| 311  | 264  | 270  | 373  | 472  | 505  |

## Sehenswürdigkeiten
- Eugenienkirche von Saga
- Clemenskirche von Gréixer
- Columbakirche von Ger
- Ruine der Peterskirche von Ger

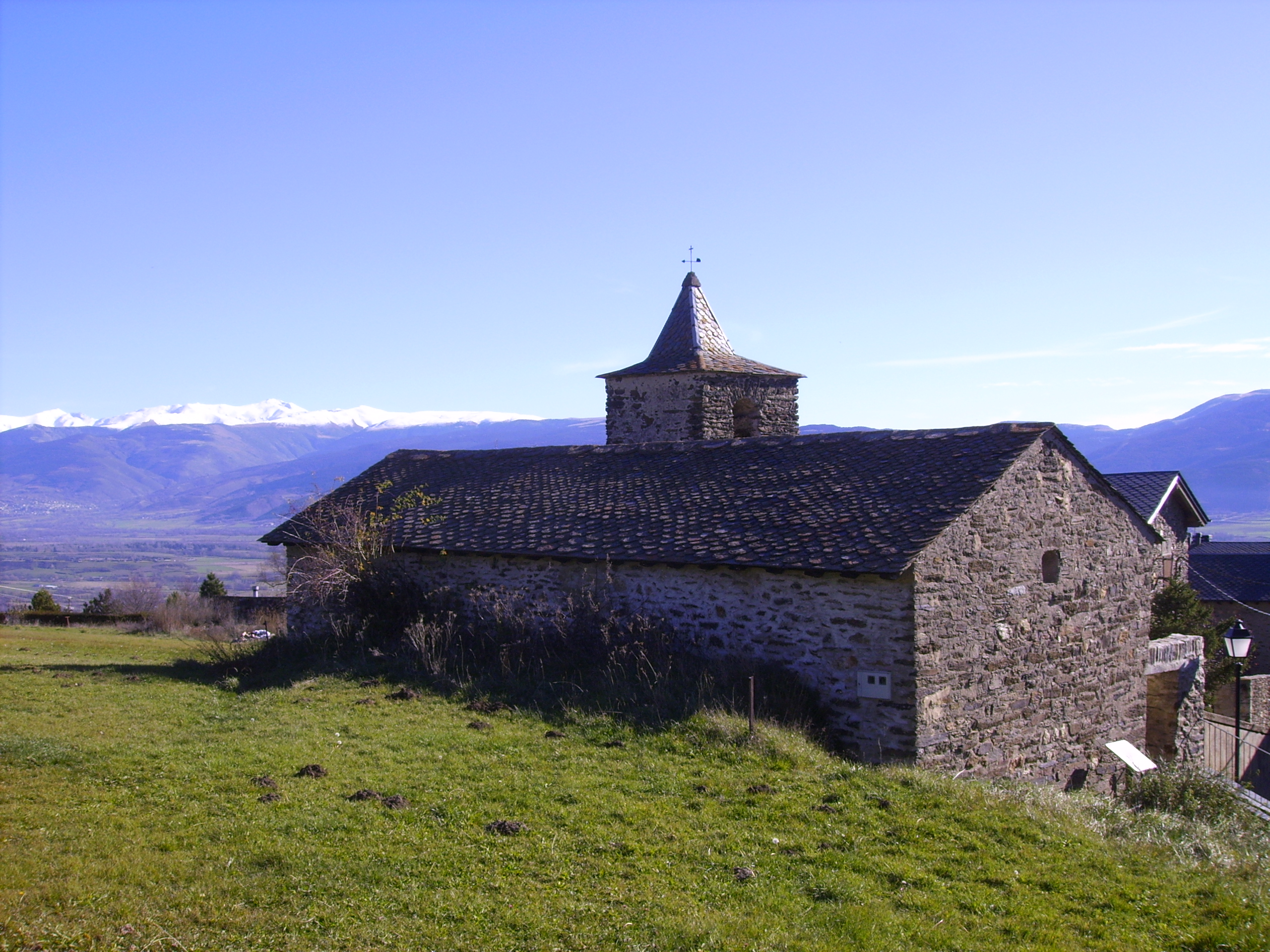
Clemenskirche
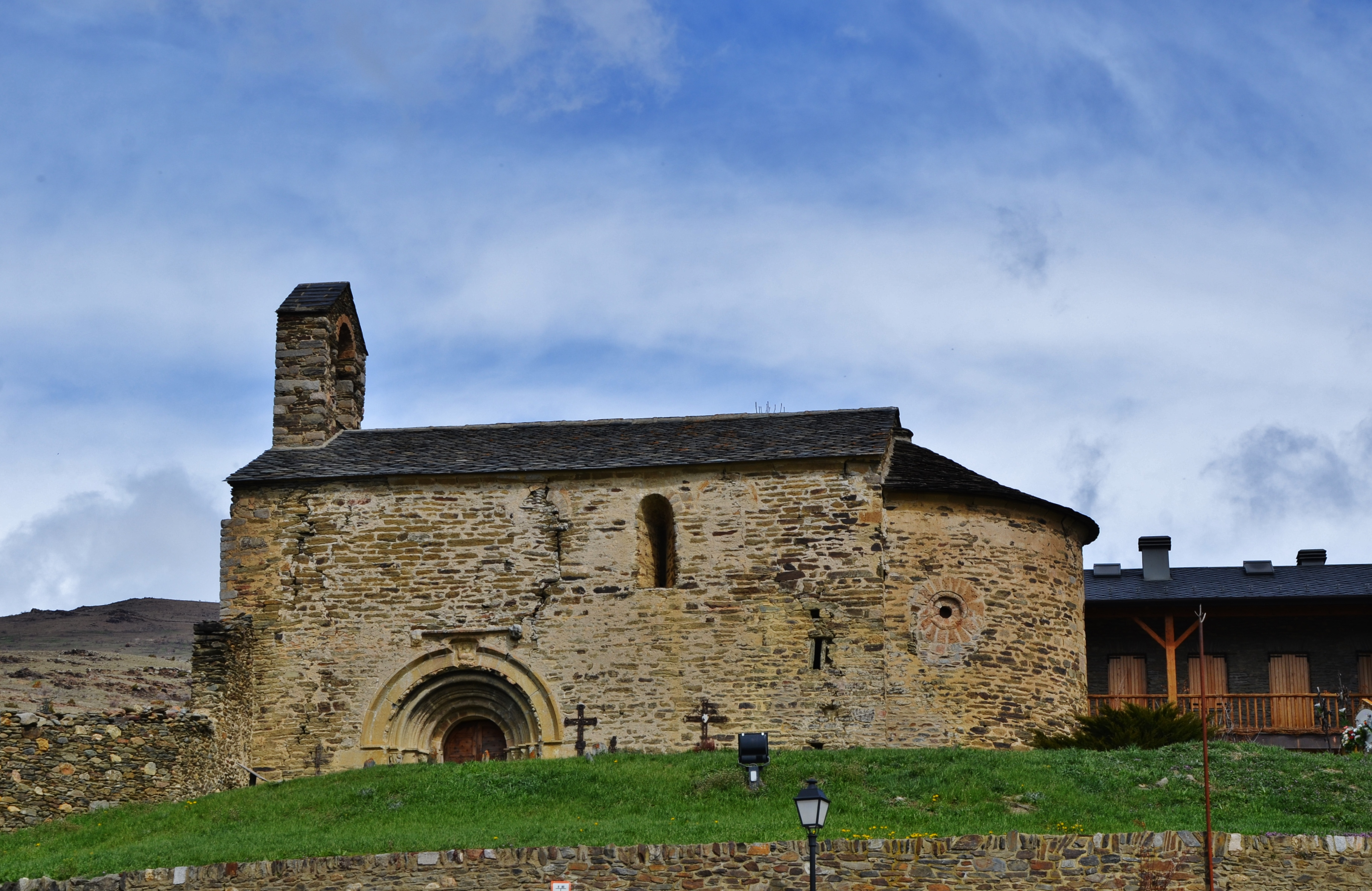
Eugenienkirche
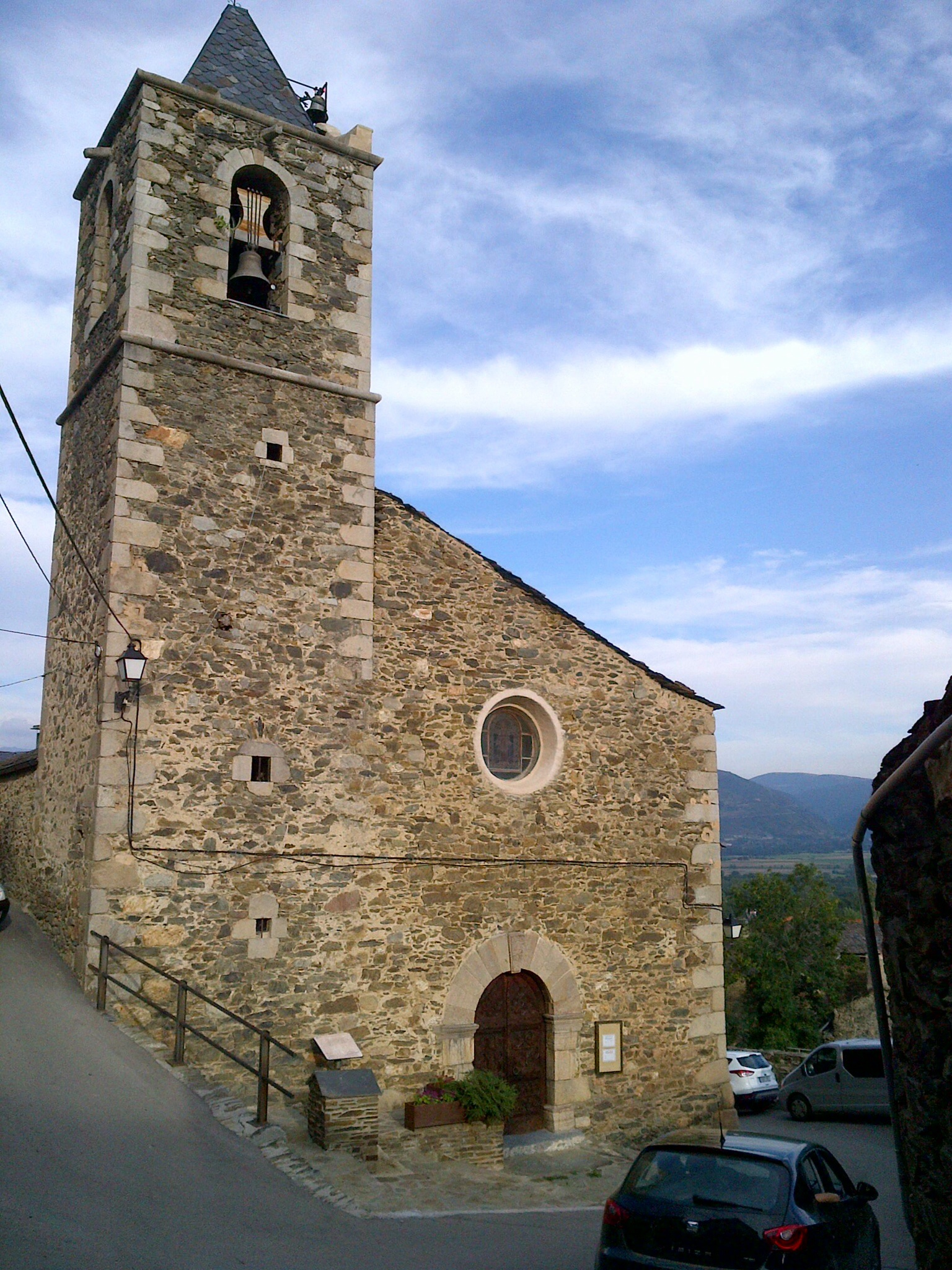
Kolumbakirche
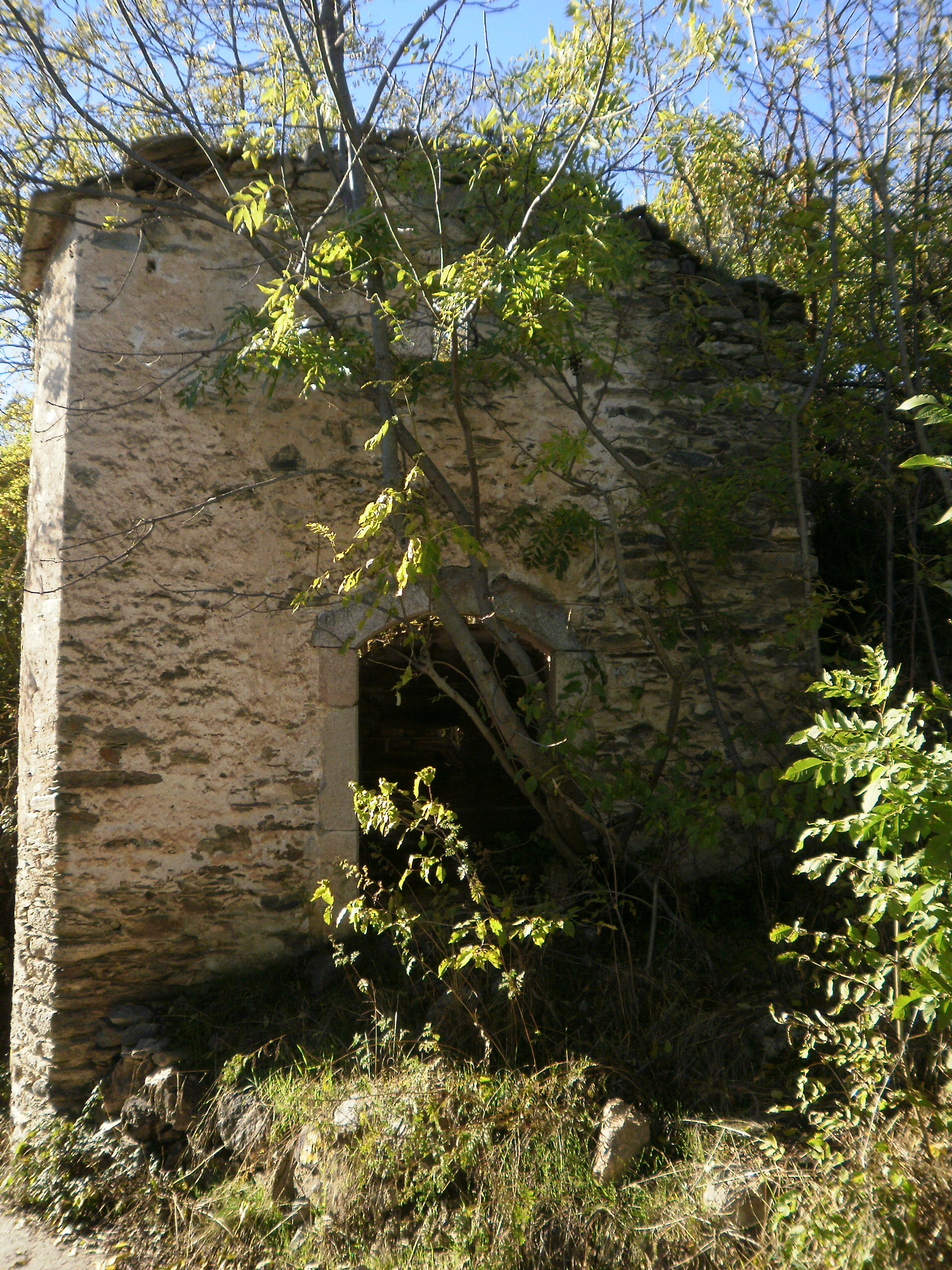
Ruine der Peterskirche